# Brnyartsi
Brnyartsi ou Brnjarci (en macédonien Брњарци) est un village situé à Gazi Baba, une des dix municipalités spéciales qui constituent la ville de Skopje, capitale de la Macédoine du Nord. Le village comptait 395 habitants en 2002. Il se trouve à l'est de l'agglomération de Skopje, près d'Aratchinovo.

## Démographie
Lors du recensement de 2002, le village comptait :
- Macédoniens : 391
- Serbes : 3
- Autres : 1